# Седъю (приток Ижмы)
Седъю (устар. Седью, коми Cьӧд ю 'чёрная река') — река в России, протекает по территории муниципального района Сосногорск и городского округа Ухта Республики Коми. Левый приток Ижмы. Длина реки составляет 75 км. Река образуется при слиянии рек Пость и Вежавож на высоте 101,5 м над уровнем моря. Впадает в Ижму на высоте 71,7 м над уровнем моря.

## Притоки
- 17 км: Ниаёль (лв)
- 21 км: Лыаёль (лв)
- 25 км: Гнилая (лв)
- 27 км: Нижняя Вальдиёль (пр)
- 48 км: Верхняя Бадьяёль (лв)
- 58 км: Большой Керан (пр)
- 75 км: Пость (пр)

## Данные водного реестра
По данным государственного водного реестра России относится к Двинско-Печорскому бассейновому округу, водохозяйственный участок реки — Печора от впадения реки Уса до водомерного поста Усть-Цильма, речной подбассейн реки — Печора ниже впадения Усы. Речной бассейн реки — Печора.
Код объекта в государственном водном реестре — 03050300112103000075991.